# دومينيكو مالاتيستا
دومينيكو مالاتيستا مالاتيستي ويقال له مالاتيستا نوفيلو (بريشا، 5 أغسطس 1418 - تشيزينا، 20 نوفمبر 1465) كوندوتييرو إيطالي.
ابن باندولفو الثالث مالاتيستا وأنتونيا دا بارينيانو ، أصبح سنة 1429 إثر وفاته عمه كارلو مالاتيستا حاكماً على تشيزينا في سن الحادية عشرة.